# Мелодии и ритмы Гулага …и другие хорошие мелодии
«Мелодии и ритмы Гулага …и другие хорошие мелодии» — второй альбом проекта Gulag Tunes российской группы The Vivisectors, выпущенный в 2006 году при посредничестве лейблов Союз и Zakat. Альбом вышел одновременно с пластинкой Мелодии и ритмы Гулага.
На альбоме представлены известные советские песни в различных стилях (шансон, популярная музыка), исполненные в стиле сёрф-рок и вставками из различных кинофильмов.

## Список композиций
- Фотография (Submariner Song)
- Шкеты (Urchins)
- Ходят кони над рекою (Horses Walking Over River)
- Раскинулось море широко (The Sea Spreads Widely)
- Серебрится серенький дымок (Grey Smoke)
- Мурка (Murka)
- Не шумите ради Б-га тише (Doves Are Kissing On The Roof)
- По приютам я с детства скитался (Raggamufin)
- На колыме (On Kolyma)
- Розамунда (Rosamunda)
- Если женщина изменит (Cigarette)
- Крутится-вертится шар голубой (Blue Scarf)
- Когда с тобою встретились (When I Met You)
- Окурочек (Cigarette Stub)

## Рецензии
Музыканты проекта, мне кажется и это моё субъективное мнение, сделали одну, но очень значимую ошибку, которую делают почти все рок-музыканты, решающие попробовать себя в шансоне — они к проекту относятся несерьёзно. Так и с этим проектом, который поражает своей монотонностью, музыканты практически не импровизируют, аранжировки практически нет — как взяли ритм барабаны в начале композиции, так и идёт этот ритм до её конца, а солирует фактически только ведущая гитара. Тем временем на Западе, да и на Востоке очень серьёзно относятся к русской музыке. Русский блатнячок не брезговал играть и знаменитый японец Takeshi Terauchi. Пока мы это не поймём, так и будет дальше: лучшая песня о Москве за последние 50 лет написана немецкой группой «Чингисхан», а самый популярный исполнитель русских песен в мире — австриец Иван Ребров (более 20-ти золотых дисков). Не пора ли русским стать лидерами в русской музыке?

И тем не менее, проект очень радует. Прежде всего, тем, что он состоялся…
 — пишет обозреватель сайта Blatata.com
Обозреватель Звуки.ру Дмитрий Бебенин положительно отнёсся к пластинке, отметив её силу и убедительность.

## Состав
- Максим Темнов — гитары, аранжировки,
- Михаил «Вивисектор» Антипов — гитары, клавишные, программинг, мастеринг
- Михаил «Гринмен» Смирнов — ударные
- Пахан — А. К. Троицкий